# Nagroda Henryk
Nagroda HENRYK jest najważniejszą indywidualną nagrodą Sekcji Teatrów Lalkowych Związku Artystów Scen Polskich przyznawaną za wybitne osiągnięcia artystyczne lub całokształt pracy artystycznej w dziedzinie Teatru Lalek. Nagrodę stanowi dyplom oraz statuetka Henryk, zaprojektowana przez artystkę i rzeźbiarkę Annę Wszyndybył.
Henryk to statuetka z brązu i z ceramiki. Z brązu jest postać aktora, który trzyma lalkę. Laka, wykonana z kolorowo szkliwionej ceramiki, jest elementem ruchomym, kolorowym, jest na pierwszym planie. Schowany za nią aktor podtrzymuje ją, jest jej tłem. Forma statuetki jest otwarta, każdy egzemplarz różni się od poprzedniego.
Nagroda została ustanowiona w maju 2009. Patronem nagrody jest Henryk Ryl.

## Laureaci
- 2010: Włodzimierz Fełenczak, Adam Kilian, Anna Proszkowska
- 2011: Stanisław Ochmański, Jan Plewako, Janusz Ryl-Krystianowski, Michał Zarzecki
- 2012: Barbara Muszyńska, Krzysztof Rau, Aleksander Skowroński
- 2013: Ryszard Doliński, Mikołaj Malesza
- 2014: Grzegorz Kwieciński, Elżbieta Węgrzyn[3]
- 2015: Krzysztof Dzierma, Eva Farkasova
- 2016: Wiesław Hejno, Ewa Piotrowska[4]
- 2017: Jolanta Góralczyk, Bogusław Kierc
- 2018: Konrad Szachnowski, Waldemar Wolański[5]
- 2019: Agata Kucińska, Zbigniew Litwińczuk[6]
- 2020: Barbara Lach, Wojciech Szelachowski
- 2021: Elżbieta Bielińska, Janusz Słomiński
- 2022: Zbigniew Niecikowski
- 2023: Michał Burbo
- 2024: Marta Rau[7]
- 2025: Joanna Braun[8]

Źródło:.